# 333190 Matthewjones
333190 Matthewjones è un asteroide della fascia principale esterna. Scoperto nel 2006, presenta un'orbita caratterizzata da un semiasse maggiore pari a 3,179009 UA e da un'eccentricità di 0,088972, inclinata di 13,131003° rispetto all'eclittica.
Matthew (Matt) Jones è un responsabile di programma americano. Ha avuto un ruolo determinante
nel garantire che gli sforzi di modellazione topografica di OSIRIS-REx fossero svolti
correttamente, nei tempi previsti e nel budget.